# Hydaticus ornatus
Hydaticus ornatus är en skalbaggsart som beskrevs av H. J. Kolbe 1883. Hydaticus ornatus ingår i släktet Hydaticus och familjen dykare. Inga underarter finns listade i Catalogue of Life.